# Flenvikebäcken
Flenvikebäcken is een van de (relatief) kleine beken die het Zweedse eiland Gotland rijk is. Ze dankt haar naam aan de boerderij Flenvike. In de buurt van de waterweg ligt de Flenvikebron. De stroom is in de loop der eeuwen gekanaliseerd. De rivier mondt via de Kappelshamnsviken uit in de Oostzee.